# Andrena simontornyella
Andrena simontornyella is een vliesvleugelig insect uit de familie Andrenidae. De wetenschappelijke naam van de soort is voor het eerst geldig gepubliceerd in 1939 door Noskiewicz.